# Nuestra Señora del Rosario y los Santos Reyes
Il galeone  Nuestra Señora del Rosario y los Santos Reyes fu una nave mercantile che compì 2 traversate di andata e ritorno dalle Filippine al Messico. Fu impiegata come nave da guerra nel corso della Guerra di successione austriaca

## Storia
Il galeone Nuestra Señora del Rosario y los Santos Reyes fu impostato presso il cantiere navale di Cavite, nelle Filippine nel giugno 1741, per sostituire il Nuestra Señora de la Guía, Santo Cristo de la Misericordia y San Francisco de las Lágrimas andato perduto per naufragio. La nave aveva un dislocamento di 1.095 tonnellate, era lungo alla chiglia 60 codos, ea era armato con 60 cannoni. Entrò in servizio nel 1743.
Salpò per il suo primo viaggio verso Acapulco il 22 luglio 1743 al comando del generale Mateo de Sumadle e del suo capitano Tomás de Iturralde. Per più di quattro mesi il galeone lottò contro i venti contrari senza riuscire a raggiungere le Isole Marianne, rientrando a Cavite il 29 dicembre.
Il 21 marzo 1744 salpò con il Nuestra Señora del Pilar de Zaragoza e altre due navi, formando una squadra al comando del generale Antonio González de Quijano. La missione era quella di catturare il vascello britannico da 60 cannoni Centurion, che si era impadronito del galeone Nuestra Señora de Covadonga, al largo delle coste della Cina.
Data la data di partenza, era chiaro che la nave inglese al comando di George Anson sarebbe stata già molto lontana. Al ritorno a Manila, nel luglio del 1744, fu fatta un'indagine per scoprire le ragioni del ritardo nella partenza dello squadra navale di de Quijano.
A metà del 1745, la nave Nuestra Señora del Rosario y los Santos Reyes  stava caricando ogni tipo di merce da inviare ad Acapulco, quando il 20 giugno un brigantino proveniente da Batavia arrivò a Manila con la notizia che uno squadra britannica composta da sei navi e due corsari si trovava in quel porto. Il carico della nave fu sospeso e la nave partì per sorvegliare le coste insieme al Nuestra Señora del Pilar de Zaragoza.
Il 13 luglio 1745 giunse a Manila una patacca postale con la notizia e l'ordine del Re di vietare la partenza di merci dalle Filippine verso la Nuova Spagna per tutta la durata della guerra. Le due navi, Nuestra Señora del Rosario y los Santos Reyes  e Nuestra Señora del Pilar de Zaragoza, furono riarruolate nell'Armada Española e ancorate nella baia di Manila per prevenire un possibile attacco alla piazzaforte da parte della squadra britannica. Il Nuestra Señora del Rosario y los Santos Reyes  era stato armato con 56 cannoni.
Il 24 luglio 1746 il Nuestra Señora del Rosario y los Santos Reyes salpò per Acapulco come nave capitana al comando del generale Francisco González de Quijano e del suo comandante, il capitano Tomás de Iturralde, con il Nuestra Señora del Pilar de Zaragoza come nave ammiraglia. Il 7 luglio 1747 i due galeoni fecero ritorno nelle Filippine: si trattava della prima traversata del Nuestra Señora del Rosario y los Santos Reyes sul “Galeón de Manila” da quando era entrato in servizio.
Alla fine di luglio del 1748 il Nuestra Señora del Rosario y los Santos Reyes salpò nuovamente al comando del generale Francisco de Ustáriz e del maestro José Gregorio del Escorial. Tempeste e venti contrari le impedirono di completare il viaggio verso la Nuova Spagna e a novembre entrò nel porto di Bagatao in cattive condizioni, tornando a Cavite nel febbraio 1749.
Parzialmente riparata a Cavite, salpò nuovamente con gli stessi comandanti nel maggio 1749, con un carico del valore di 499.875 pesos e lettere del governatore delle Filippine che invitavano il viceré della Nuova Spagna Juan Francisco de Güemes y Horcasitas ad inviargli la posta dal 1747 al 1749. Il galeone riuscì questa volta a raggiungere Acapulco il 28 gennaio 1750. Partì da Acapulco il 28 aprile 1750 con la notizia che la fiera era stata un fallimento a causa degli alti prezzi delle mercanzie, arrivando a Cavite il 28 luglio 1750, con a bordo il nuovo governatore e capitano generale delle Filippine, il tenente generale della Marina Francisco José de Ovando y Solís. Questo nuovo governatore ordinò subito che la nave fosse sottoposta ad accurata ispezione, ed emerse che molto del legname era marcito. Ovando y Solís decise, nell'ottobre 1750, che la nave Nuestra Señora del Rosario y los Santos Reyes doveva essere demolita e sostituita da altro galeone di nuova costruzione, il Nuestra Señora del Rosario y San Juan Bautista.